# Félix Baciocchi
Félix Pascoal Baciocchi (em francês:  Felix Pascal Baciocchi, em italiano:  Felice Pasquale Baciocchi; Ajaccio, 18 de maio de 1762 – Bolonha, 28 de abril de 1841), foi um político, General do Império e Príncipe do Império de origem corsa. Foi marido de Elisa Bonaparte, tendo sido criado Príncipe de Luca e Piombino.

## Biografia

### Início da carreira e casamento com Elisa Bonaparte
Nascido numa das mais antigas e nobres famílias da Córsega, era o filho mais novo de Francisco Maria Baciocchi (1716-1787), proprietário e membro do Conselho dos Anciãos de Ajaccio, e de Flamínia Benielli (1719-1769), ele é orientado para uma carreira militar, alistando-se bastante jovem, primeiro como sub-tenete do regimento de caçadores Corsos , em 1778, e depois tenente, em 1788, antes de passar para o exército revolucionário do Var e, já em 1794, para o exército da Itália. Sem vocação militar, Baciocchi fará uma grande conquista: Elisa Bonaparte (1777-1820).

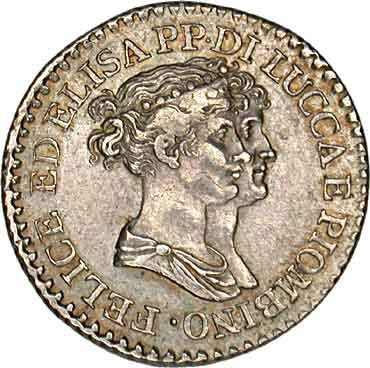
Esfinge de Elisa e de Félix Baciocchi, cunhada numa moeda d época.

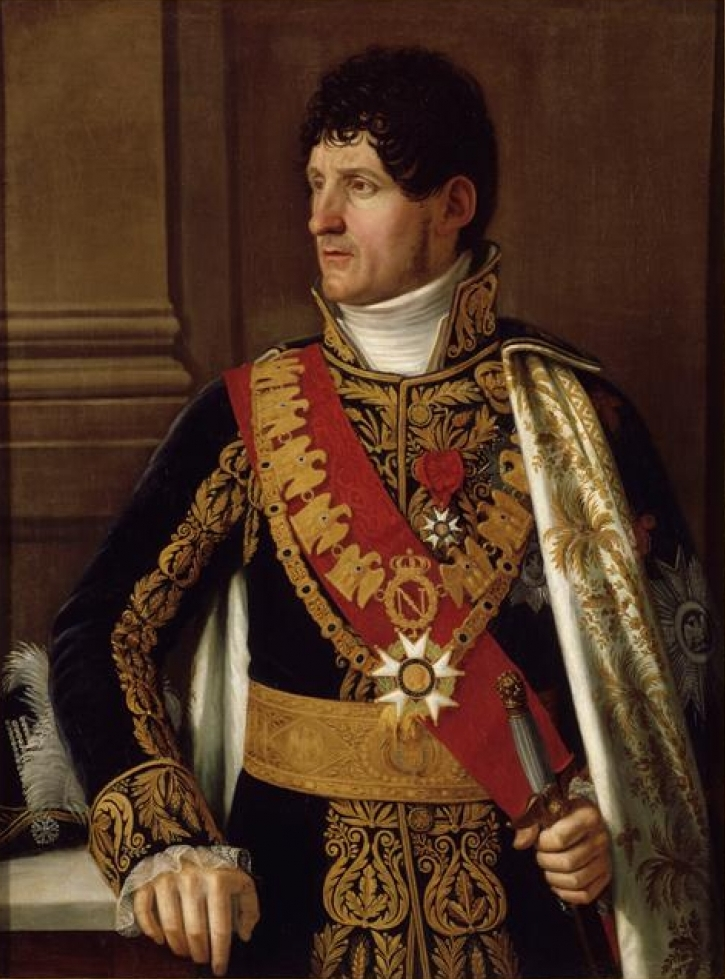
Retrato de Félix Baciocchi.

Em 1796, como simples capitão de infantaria, ele pede a mão de Elisa ao irmão, Napoleão Bonaparte, que acabara de ser nomeado general em chefe do exército da Itália. Napoleão recusa. Mas o casamento realiza-se a Marselha a 5 de maio de 1797, e o general Bonaparte, que estava em Leoben, aceita o facto consumado.
A sua carreira, tem então uma evolução mais brilhante, embora fique aquém da de Joaquim Murat, o outro cunhado de Napoleão. O general Bonaparte protege o seu cunhado e fá-lo, sem qualquer ação militar, coronel do 26.º regimento de infantaria ligeira. De seguida, torna-se cavaleiro da Legião de Honra a 19 de frimário do ano XII e oficial da mesma Ordem a 25 de prairial do mesmo ano.

### Sob o Primeiro Império
Chegado ao trono, Napoleão envia-o a presidir ao colégio eleitoral do departamento das Ardenas, que propõe a sua candidatura ao Senado Conservador acabando por ser nomeado para esse órgão pelo imperador a 8 de frimário do ano XIII, que também o nomeia general de brigada a 11 de novembro de 1804. É-lhe atribuído o grande colar da Legião de Honra a 15 de ventoso do mesmo ano (6 de março de 1805).
Em 1805, Napoleão pretende dar uma coroa a sua irmã Elisa: oferece-lhe então o Principado de Piombino pelo decreto de 27 de ventoso do ano XIII (18 de março de 1805). Pouco depois, a 15 de prairial do ano XIII (4 de junho de 1805), o conselho dos Duques (Senado) da República de Lucca solicita a Napoleão, na sua qualidade de rei de Itália, de confiar o governo da República a um membro da sua família e de o tornar hereditária na descendência natural desse parente. Assim, Napoleão escolhe o marido de Elisa, Félix Baciocchi, sendo a escolha ratificada pelos órgãos governamentais de Lucca a 25 prairial (14 de junho). Baciocchi é então nomeado príncipe do Império Francês, com o título de Príncipe de Lucca, pela Constituição de 4 de messidor (23 de junho).
A coroação do príncipe Baciocchi e da sua mulher teve lugar a 12 de messidor (1 de julho de 1805). Reconhecendo a mulher mais capaz, Baciocchi entrega-lhe a total direção dos negócios, contentando-se com um papel que oscila entre o de ajudante de campo e de príncipe consorte. Marido complacente, suporta serenamente as infidelidades da mulher e satisfaz-se em vê-la governar os estados entregues pelo imperado. Em 1809, um Senatus consultum de 2 de março erige em dignatários (membros) do Império, os departamentos do ex-Reino da Etrúria, e o imperdor nomeia a princesa de Lucca e Piombino Grã-duquesa da Toscana. Quanto ao príncipe, ele é feito general de divisão e comandante da 29.ª divisão militar em Florença.
Benevolente, humano, doce, liberal, justo, gostando de proteger as artes e os artistas mais recomendáveis, Félix Baciocchi deixa na Toscana e por toda a parte onde é conhecido, uma memória honrada. Talleyrand, pela sua parte, numa das suas cruéis frases respondeu ao príncipe quando este, despojado de Piombino, queixava-se de não saber qual o nome a usar: "Tomai então o de Baciocchi, que está livre", reponde-lhe o ministro das Relações exteriores.
A sua ausência de Paris, fez com que não votasse no Senado a deposição do imperador (1814). No entanto, Félix Baciocchi teve a necessidade de publicar uma proclamação pela qual apoia a decisão.

### Excluído do Reino de França
Após os acontecimentos de 1814, Baciocchi segue a princesa Elisa para Bolonha. Os príncipes, tinham a esperança de que a posição do rei Joaquim Murat os poderia proteger, fixam a sua residência em Bolonha, que acabam por deixar para se refugirem em Trieste e, por fim, na Alemanha. Estabelecidos na Villa Vicentina (hoje localizada na província de Udine), a princesa morre em 6 de agosto de 1820. Pela lei de 1 de janeiro de 1816, exclui Baciocchi perpetuamente do Reino de França, como membro da família Bonaparte, e uma ordenação real de 2 de março do mesmo ano ordenou a sua remoção dos registos da Ordem da Légion d'honneur. Mais tarde, ele obtém a autorização de regressar a Bolonha, onde vem a falecer a 28 de abril de 1841 sendo sepultado na capela Baciocchi da Basílica de São Petrônio, junto da sua esposa.
Do seu casamento Félix e Elisa tiveram Elisa Napoleona Baciocchi (3 de junho de 1806 – 3 de fevereiro de 1869) que, por casamento, viria a ser condessa Camerata de Ancona. A esta jovem sobrinha o Imperador constitui, em 1808, uma dotação de 150 000 Francos, sobre a qual ele quer que 100 000 Francos por ano sejam colocados em rendas no Grande livro da Dívida Pública de França, com uma clausula de imobilização até à maioridade (ou ao casamento) da donatária, renda que é confiscada por ordem de Luís XVIII em proveito do Tesouro Público.

## Família
Filho mais novo de Francisco Maria Baciocchi (1716-1779), proprietário, membro do Conselho dos Anciãos de Ajaccio, e de Flamínia Benielli (1719-1769), Félix casa a 1 de maio de 1797, em Marselha, Elisa Bonaparte, irmã do imperador Napoleão, apesar das reticências deste.
O casal teve 5 filhos, dos quais apenas um sobreviveu aos pais:
- Félix Napoleão (Félix Napoléon) (n. 1798, morto jovem);
- Napoleão (Napoléon) (8 de outubro de 1803-9 de novembro de 1803);
- Elisa Napoleona (Élisa Napoléone) (3 de junho de 1806-3 de fevereiro de 1869), que casou a 27 de novembro de 1824 em Florença, com o conde Filippo Camerata-Passionei di Mazzoleni (1805-1882), com geração;
- Jerónimo Carlos (Jérôme Charles) (3 de julho de 1810-17 de abril de 1811);
- Frederico Napoleão (Frédéric Napoléon) (10 de agosto de 1814-7 de abril de 1833) morto de uma queda de cavalo).

Ele teve ainda um sobrinho, Félix Marnès Baciocchi (1803-1866), que viria a ser camareiro de Napoleão III e depois senador.

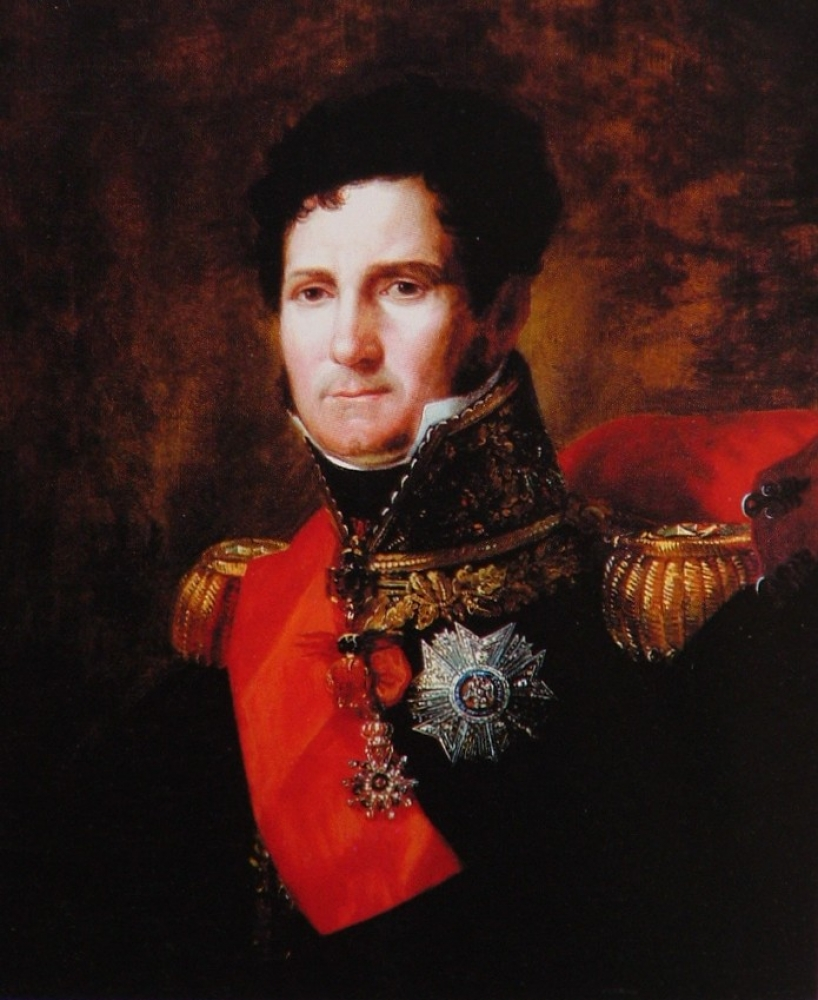
Retrato de Félix Baciocchi, por Joseph Franque (óleo sobre tela, ca. 1805)
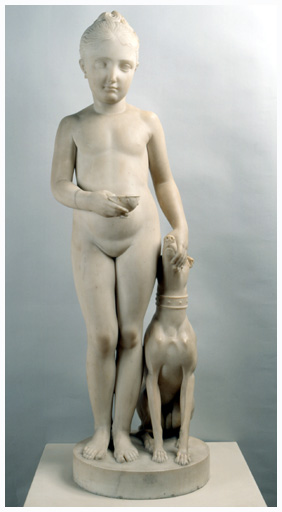
Elisa Napoleona e o seu cão, por Lorenzo Bartolini, 1812.
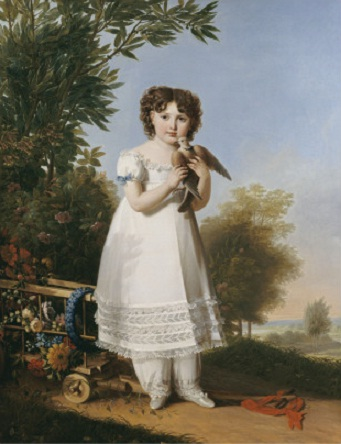
Elisa Napoleona, por Marie-Guillemine Benoist, 1810.
Elisa Napoleona e a sua mãe, por François Gérard, 1811.
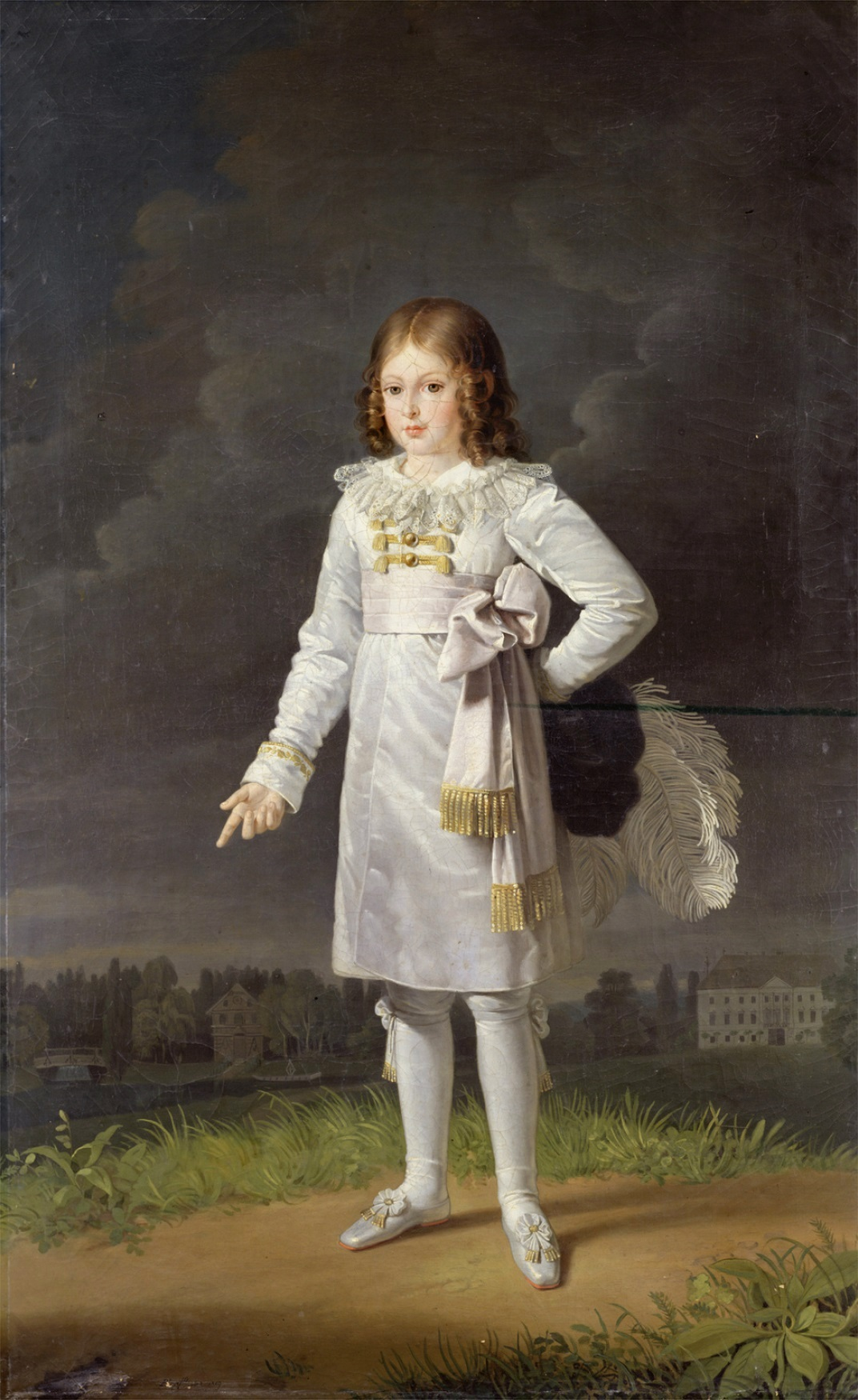
Frederico Napoleão com vestes de príncipe francês, por Barbara Krafft (1764–1825), 1819.
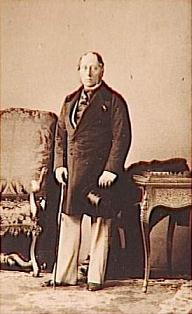
Félix Marnès Baciocchi (1803-1806), sobrinho do Príncipe Félix.

## Títulos
- Príncipe de Piombino, decreto de 27 de ventoso do ano XIII (18 de março de 1805);
- Príncipe de Lucca (1 de julho de 1805).

## Condecorações
- Ordem Nacional da Legião de Honra:[6]
  - Legionário (19 de frimário do ano XII (11 de dezembro de 1803), depois,
  - Oficial (25 de prairial do ano XII (14 de junho de 1804), depois
  - Grande Águia com Grande colar da Legião de Honra (15 de ventoso do ano XIII (6 de março de 1805);
- Grã-cruz da Ordem da União (Holanda, autorização de 4 de abril de 1808);
- Grã-cruz da Ordem da Reunião (França, 22 de fevereiro de 1812);
- Cavaleiro da Ordem de São José (Toscana).
- Cavaleiro da Ordem do Tosão de Ouro (Espanha, 1805).

## Outras funções
- Membro do Senado Conservador (8 de frimário do ano XIII).

## Brasão de Armas
| Figura | Descrição |
|        | Armas antigas dos Baciocchi: De ouro, um pinheiro de sinople, frutado de três peças do campo, saindo de uma chama de gules. Suportes: dois leões. Divisas: 1. DALLE CENERI SUAE OGNIOR RIVASCE (Renasce sempre das suas cinzas) 2. JAMAIS MESQUIN. |
|        | Armas do príncipe de Lucca e de Piombino: Partido de prata e gules (Lucca); em chefe de príncipe soberano. |